# Dipsas indica
Dipsas indica – gatunek niejadowitego węża z rodziny połozowatych (Colubridae). Występuje w północnej, środkowej i wschodniej części Ameryki Południowej. Prowadzi głównie nadrzewny, nocny tryb życia.

## Systematyka
Takson ten po raz pierwszy zgodnie z zasadami nazewnictwa binominalnego opisał w 1768 roku austriacki naturalista Josephus Nicolaus Laurenti w książce Specimen medicum: exhibens synopsin reptilium emendatam cum experimentis circa venena et antidota reptilium austriacorum. Autor nadał mu nazwę Dipsas indica, a jako miejsce typowe błędnie wskazał Cejlon. Lektotyp to ikonotyp – opis i ilustracja gatunku sporządzone w 1734 roku przez Sebę. Holotyp podgatunku D. i. ecuadoriensis (samiec) ma oznaczenie UMMZ 118064, wcześniej EPN 715.
Obecnie wyróżnia się trzy podgatunki Dipsas indica:
- D. i. indica Laurenti, 1768
- D. i. ecuadoriensis Peters, 1960
- D. i. petersi Hoge & Romano-Hoge, 1975

### Etymologia
- Dipsas: gr. διψας dipsas, διψαδος dipsados „jadowity wąż, którego ukąszenie wywołuje silne pragnienie”[7].
- indica: łac. indica – od Indii[3].

## Morfologia
Jest to mniewielki wąż o cienkiej szyi, małej głowie, dużych wypukłych oczach o jasnych tęczówkach i czarnych pionowych źrenicach. Górne części ciała są szarawe ze wzorem od 25 do 47 dosyć szerokich, zazwyczaj czarno-żółtych plam, które są szersze od strony brzucha. Oddzielone są one od siebie białymi lub żółtymi plamkami. Gatunek ten może być mylony z Dipsas variegata i Dipsas welborni.
Wymiary:
|                          | Samiec   | Samica              |
| Długość całkowita (mm)   | 1067     | 1153                |
| Długość SVL (mm)         | 796      | 860                 |
| Łuski grzbietowe (rzędy) | 13/13/13 | 13/13/13 (13/13/11) |
| Tarczki brzuszne         | 181–205  | 180–200             |
| Tarczki podogonowe       | 100–117  | 87–110              |

## Występowanie
Występuje na nizinach i podgórzach większości Amazonii na terenie Brazylii, Kolumbii, Gujany, Surinamu, Gujany Francuskiej, Wenezueli, Ekwadoru, Peru i prawdopodobnie Boliwii; podgatunek D. i. petersi zamieszkuje las atlantycki w Brazylii. W Ekwadorze odnotowano go w prowincjach Sucumbíos, Napo, Pastaza, Zamora-Chinchipe, Morona Santiago i Orellana. Występuje na wysokościach od poziomu morza do około 1860 m n.p.m.

## Ekologia i zachowanie
Gatunek ten występuje w wielu typach siedlisk: tropikalnych wilgotnych lasach nizinnych, tropikalnych wilgotnych lasach górskich, także wtórnego wzrostu; spotykano go także na obrzeżach lasów, plantacjach i w gajach bananowców. Prowadzą nocny nadrzewny tryb życia. Największą aktywność wykazują w pierwszych godzinach nocnych w okresach wilgotnych, w trakcie opadów deszczu czy mżawki. Żerują najczęściej na gałęziach drzew i krzaków na wysokościach od 0,8 m do 12 m nad poziomem gruntu, ale także bezpośrednio na ziemi. Zwiększona aktywność w okresach wilgotnych związana jest przede wszystkim z dietą tego gatunku, która składa się głównie ze ślimaków. W ciągu dnia odpoczywa w dziuplach drzew lub pod kłodami drzew czy pod kamieniami, spotykano je także w gniazdach ptaków.
Jest gatunkiem jajorodnym. Nie ma wielu informacji o rozrodzie tego gatunku, ale w 2006 roku w Mogi Mirim w stanie São Paulo w Brazylii została złapana ciężarna samica o długości SVL 600 mm i masie 60,8 g, która została umieszczona w terrarium i 27 grudnia 2006 roku złożyła 5 jaj o wymiarach 29,2 ± 1,9 mm długości, 12,7 ± 0,4 mm szerokości i masie 3 ± 0,1 g. Inkubacja trwała 107 dni w średniej temperaturze 24 °C. Z pięciu jaj wykluły się trzy młode węże, dwa samce i jedna samica o wymiarach SVL 172–188 mm, długości ogona 51–58 mm i masie 2,4–2,8 g.

## Status
W Czerwonej księdze gatunków zagrożonych IUCN Dipsas indica jest klasyfikowany jako gatunek najmniejszej troski (LC, ang. Least Concern). Gatunek ten jest opisywany jako dość pospolity w większości swego zasięgu występowania, choć w Wenezueli jest rzadki. Trend liczebności populacji oceniany jest jako stabilny.